# Martín Gaitán
Pour les articles homonymes, voir Gaitán.
Pas d'image ? Cliquez ici

a Compétitions nationales et continentales officielles uniquement.

b Matchs officiels uniquement.
Dernière mise à jour le 30 mai 2019.
Martín Gaitán, né le 15 juin 1978 à Paraná (Argentine), est un joueur argentin de rugby à XV, jouant trois-quarts centre (1,77 m pour 85 kg).

## Carrière de joueur
Arrivé à Biarritz en 2003, il ne peut disputer durant deux saisons que la Heineken Cup, faute de passeport européen. Il est notamment titulaire lors de la demi-finale de la compétition contre Toulouse en 2004.
Il peut enfin disputer le championnat de France à partir de la saison 2004-2005, participant à la conquête du Bouclier de Brennus. Victimes de graves blessures aux genoux, il ne dispute pas les finales 2005 et 2006.
Lors d'un match de préparation de la Coupe du monde en août 2007 contre le Pays de Galles à Cardiff, il est victime d'un malaise cardiaque qui le contraint à mettre un terme à sa carrière.

### En équipe nationale
Il a honoré sa première cape internationale le 17 octobre 1998 à Buenos Aires par une victoire 30-14 contre l'Uruguay.

### Carrière d'entraîneur
En 2009, il devient entraîneur des Espoirs de Biarritz et analyste vidéo pour l'équipe première. En 2012 et 2013, il est entraîneur adjoint de l'équipe d'Argentine de rugby à XV auprès du sélectionneur Santiago Phelan. Entre 2013 et 2015, il est formateur des jeunes entraîneurs pour la fédération Argentine.
- 2012-2013 :  Argentine (Entraîneur adjoint)
- 2016-2018 : Jaguars (Entraîneur adjoint)
- Depuis 2018 :  Argentine (Entraîneur adjoint)

## Palmarès

### En club
- Vainqueur du championnat de France : 2005, 2006

### En équipe d'Argentine
- 10 sélections.
- 8 essais.
- 40 points.
- Nombre de sélections par année : 1 en 1998, 2 en 2002, 4 en 2003, 1 en 2004, 3 en 2007.

### Coupe du monde
2003 : 2 sélections (Roumanie, Namibie)